# Emoia similis
Emoia similis este o specie de șopârle din genul Emoia, familia Scincidae, descrisă de Stephen Troyte Dunn în anul 1927. Conform Catalogue of Life specia Emoia similis nu are subspecii cunoscute.